# Kristalna dvorana u Bakuu
Kristalna dvorana u Bakuu (azer.: Bakı Kristal Zalı), višenamjenska arena. Otvorena je 31. ožujka 2012. godine i ima kapacitet oko 25 000 ljudi. Dana 8. rujna 2011., međunarodna azerbajdžanska televizija, Azad TV, izvjestila je kako će Kristalna dvorana u Bakuu biti mjesto održavanja Pjesme Eurovizije 2012., što je kasnije potvrdila i Europska radiodifuzna unija.
Dana 2. kolovoza 2011. potpisan je glavni ugovor s njemačkom kompanijom Alpine Bau Deutschland AG, izabrano mjesto za izgradnju, te su obavljeni neophodni pripremni radovi. Iako puna cijena ugovora s izvođačem nije objavljena, Vlada je izdvojila 6 000 000 manata za ovaj projekt. Dana 5. rujna 2011. godine, najavljeno je da će dvorana imati kapacitet oko 25 000 gledatelja, te da će sadržavati i VIP lože. Izgradnja je završena 31. ožujka, a dvorana je svečano otvorena u travnju 2012. godine.